# エバーグリーン賞

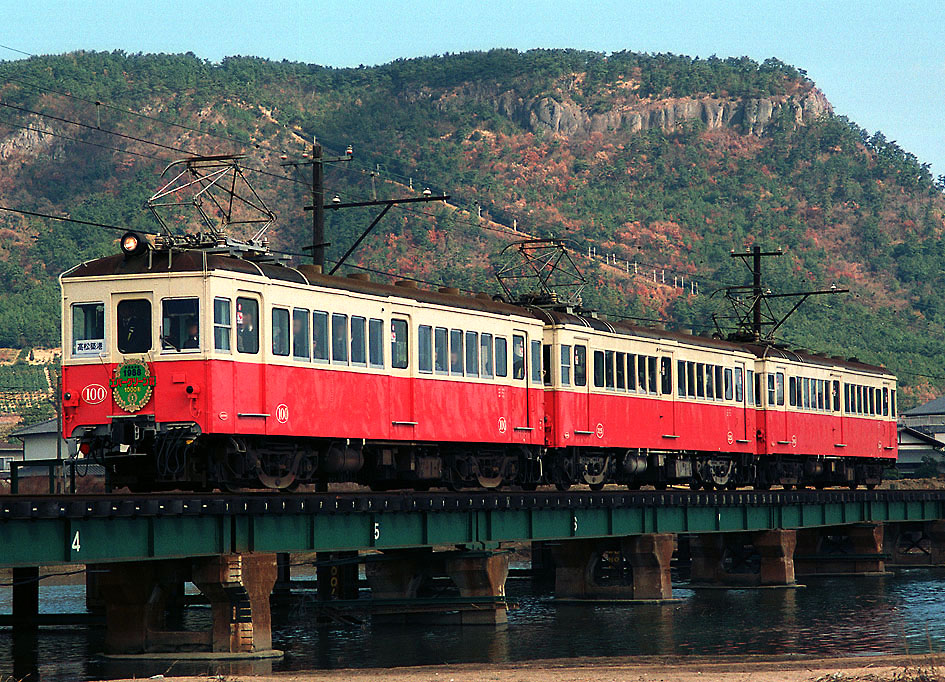
1988年受賞車の高松琴平電気鉄道1000形による受賞記念列車

エバーグリーン賞（エバーグリーンしょう）は、鉄道友の会がかつて授与をしていた賞である。

## 概要

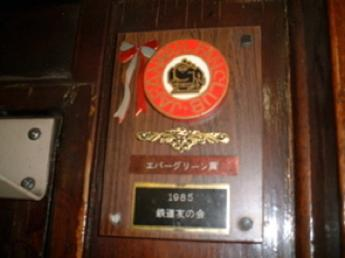
受賞記念プレート
（1985年受賞車・国鉄クモハ42形）

エバーグリーン賞は、鉄道友の会が1984年9月22日に制定した鉄道趣味顕賞の1つであり、長年にわたり活躍し、且つ、今なお現役または保存されている鉄道車両に対し授与された。
選定は鉄道友の会各支部の推薦をもとに選考委員会によって行われたが、ブルーリボン賞と異なり毎年選定されるものではなかった。2000年の津軽鉄道ストーブ列車を最後の選定とし、2003年11月15日に廃止された。

## 歴代受賞車両
- 1984年 上田交通 モハ5250形
- 1985年 日本国有鉄道 クモハ42形
- 1986年 上信電鉄 デキ1形
- 1987年 名古屋鉄道 モ510形
- 1988年 高松琴平電気鉄道 1000形
- 1989年 北海道旅客鉄道（JR北海道） C62形3号機
- 1990年 東武鉄道 5700系
- 1991年 東日本旅客鉄道（JR東日本）他 EF58形
- 1993年 名古屋鉄道 3400系
- 1994年 豊橋鉄道 モ3700形
- 1995年 一畑電気鉄道 デハニ50形
- 1996年 南部縦貫鉄道 キハ10形
- 2000年 津軽鉄道 ストーブ列車

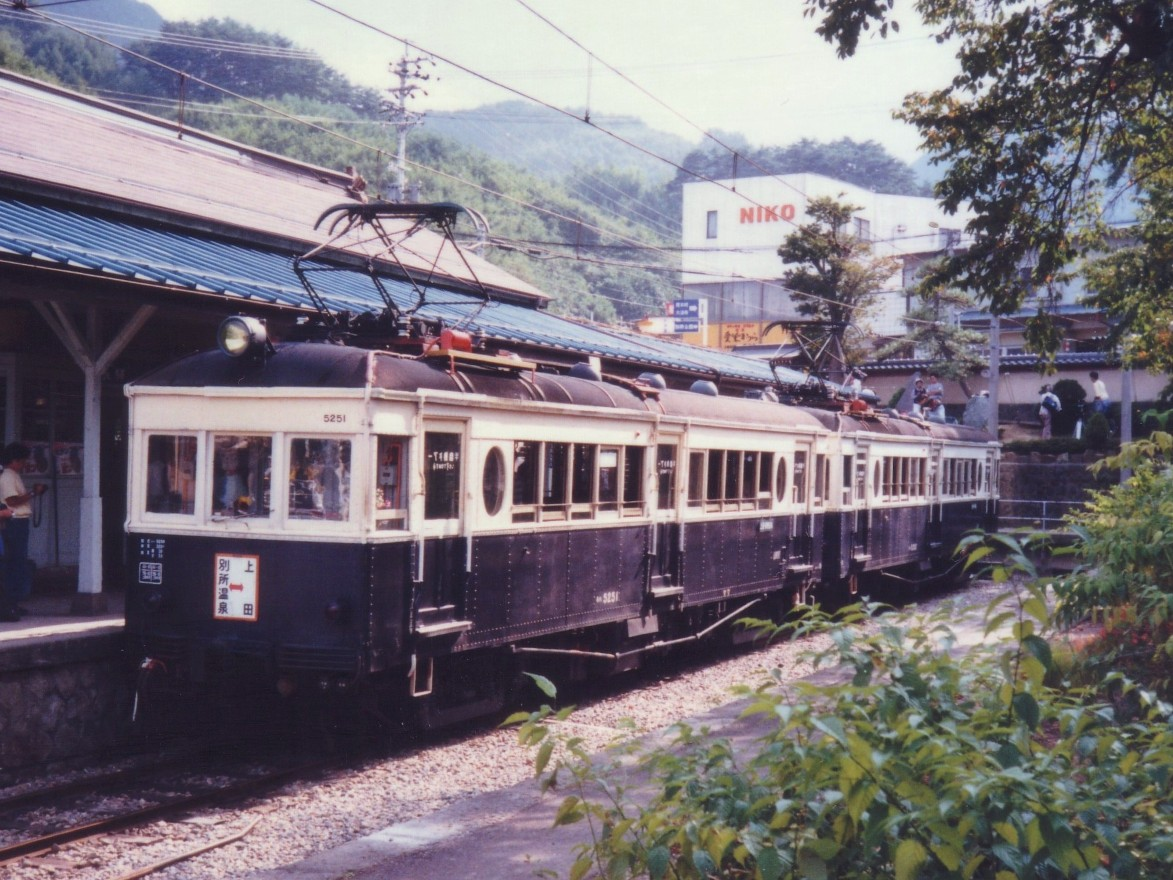
上田交通モハ5250形 （1984年）
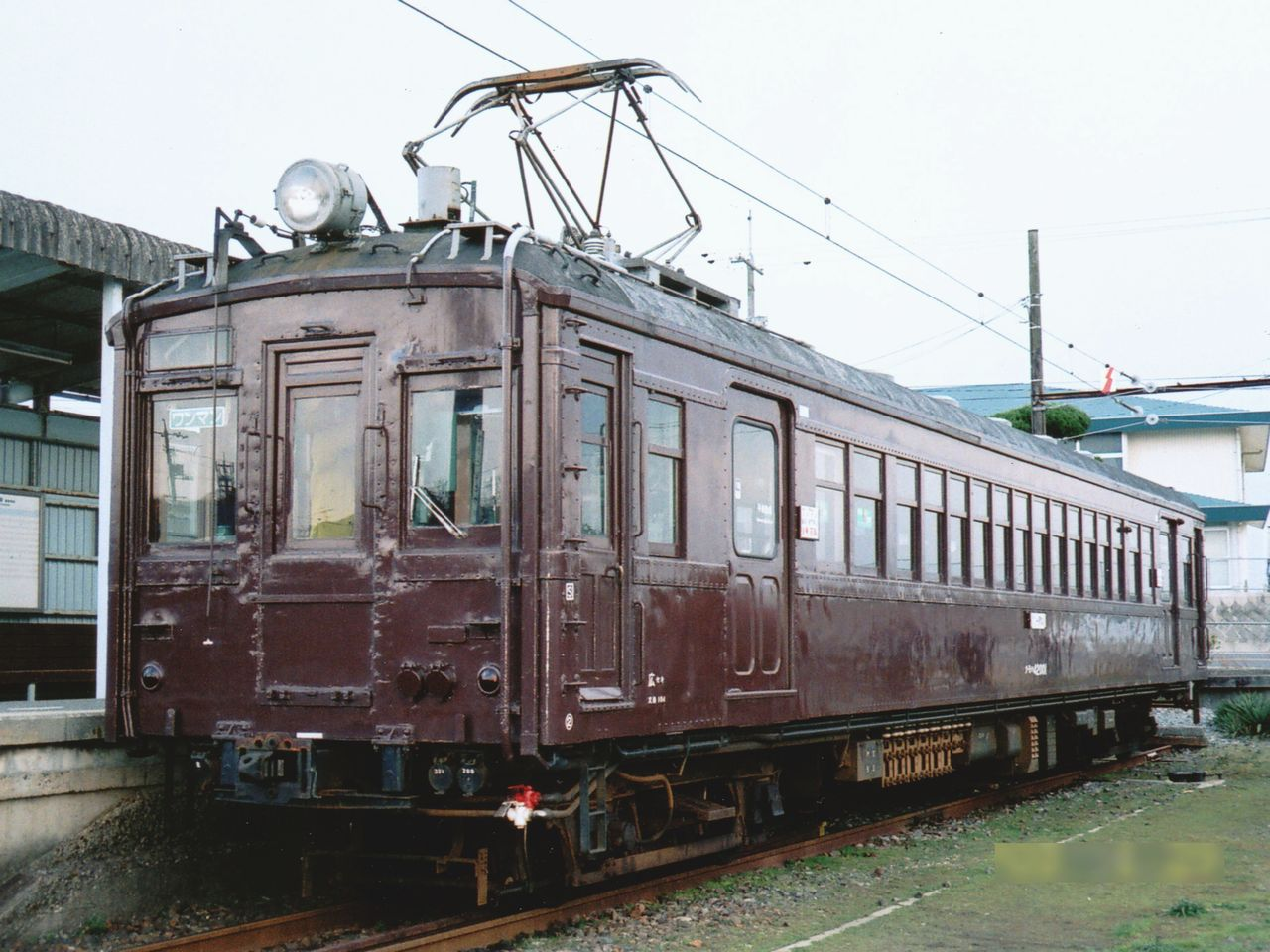
国鉄クモハ42形 （1985年）
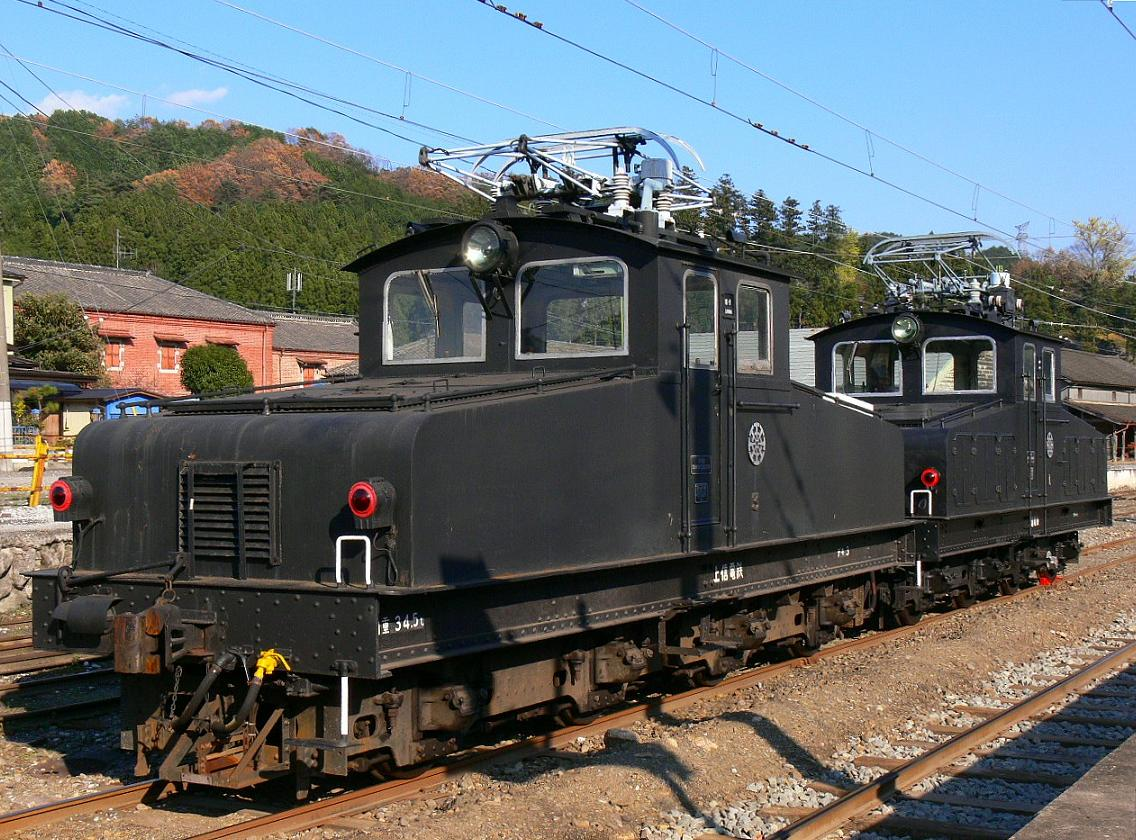
上信電鉄デキ1形 （1986年）
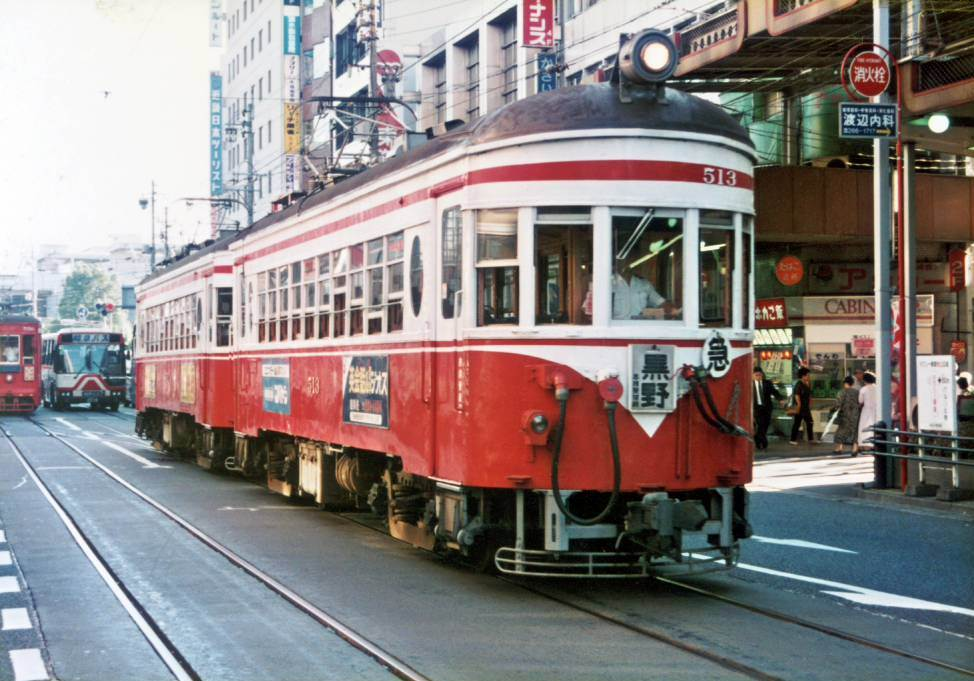
名鉄モ510形 （1987年）
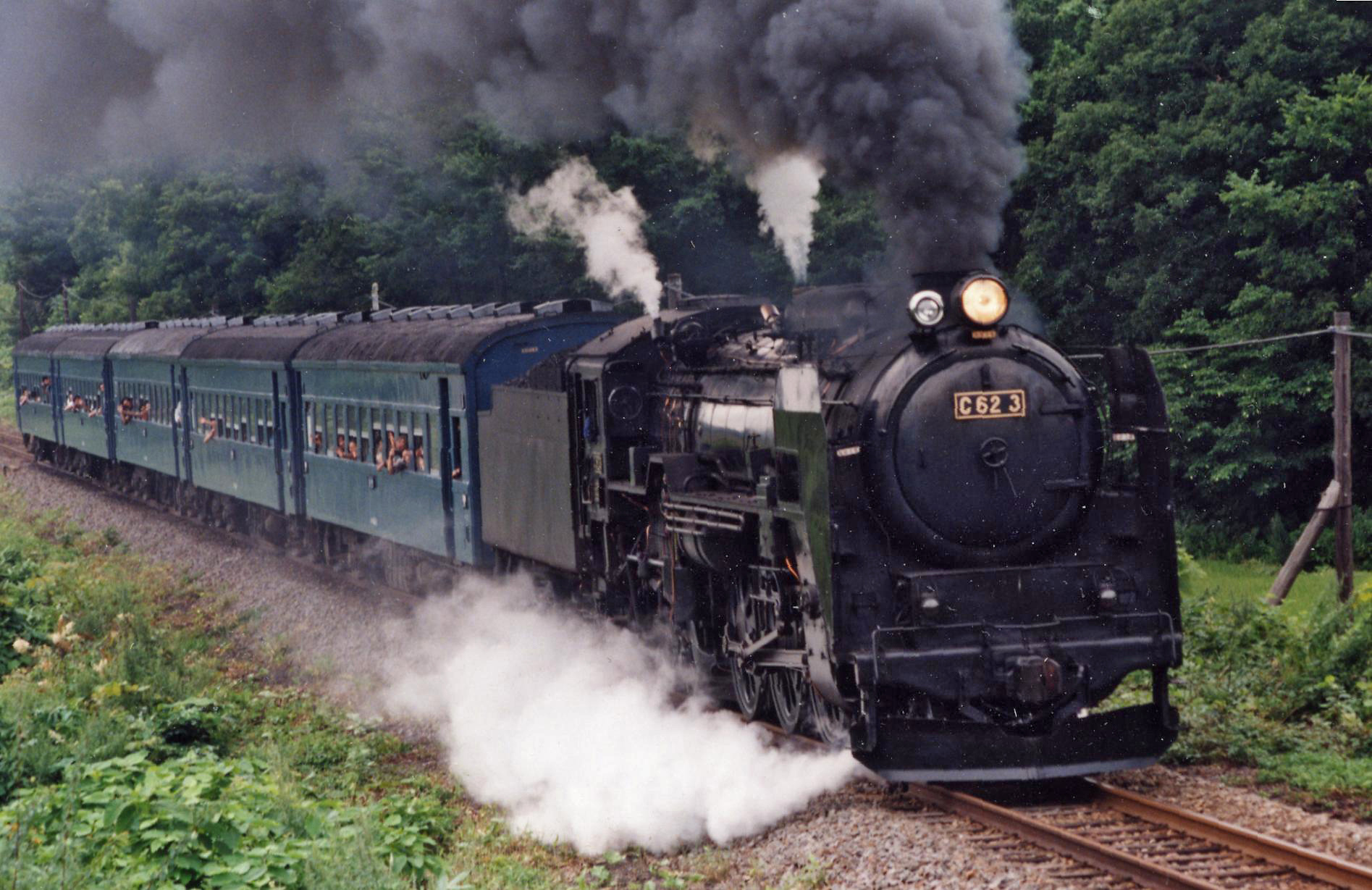
JR北海道C62 3 （1989年）
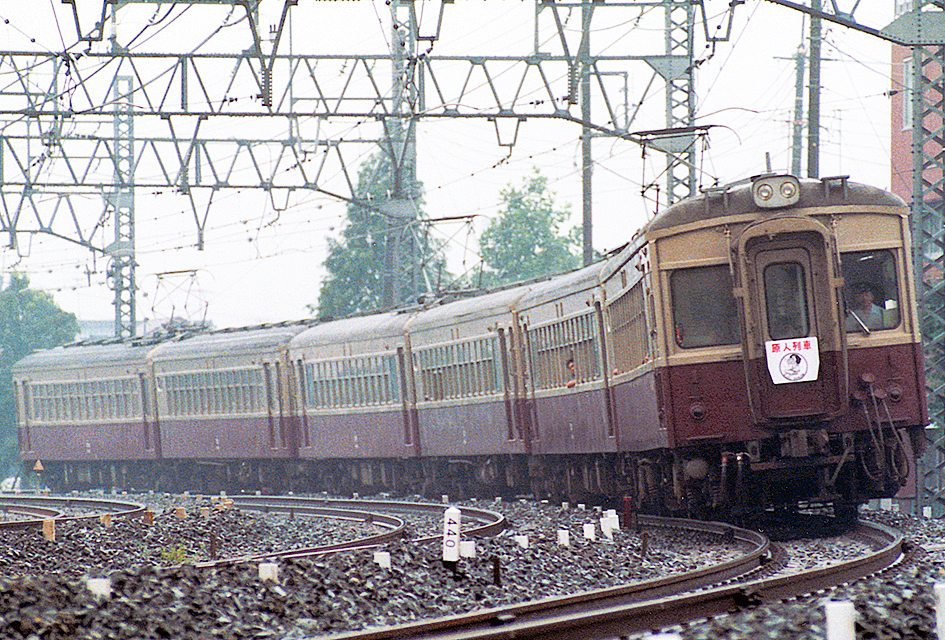
東武5700系 （1990年）
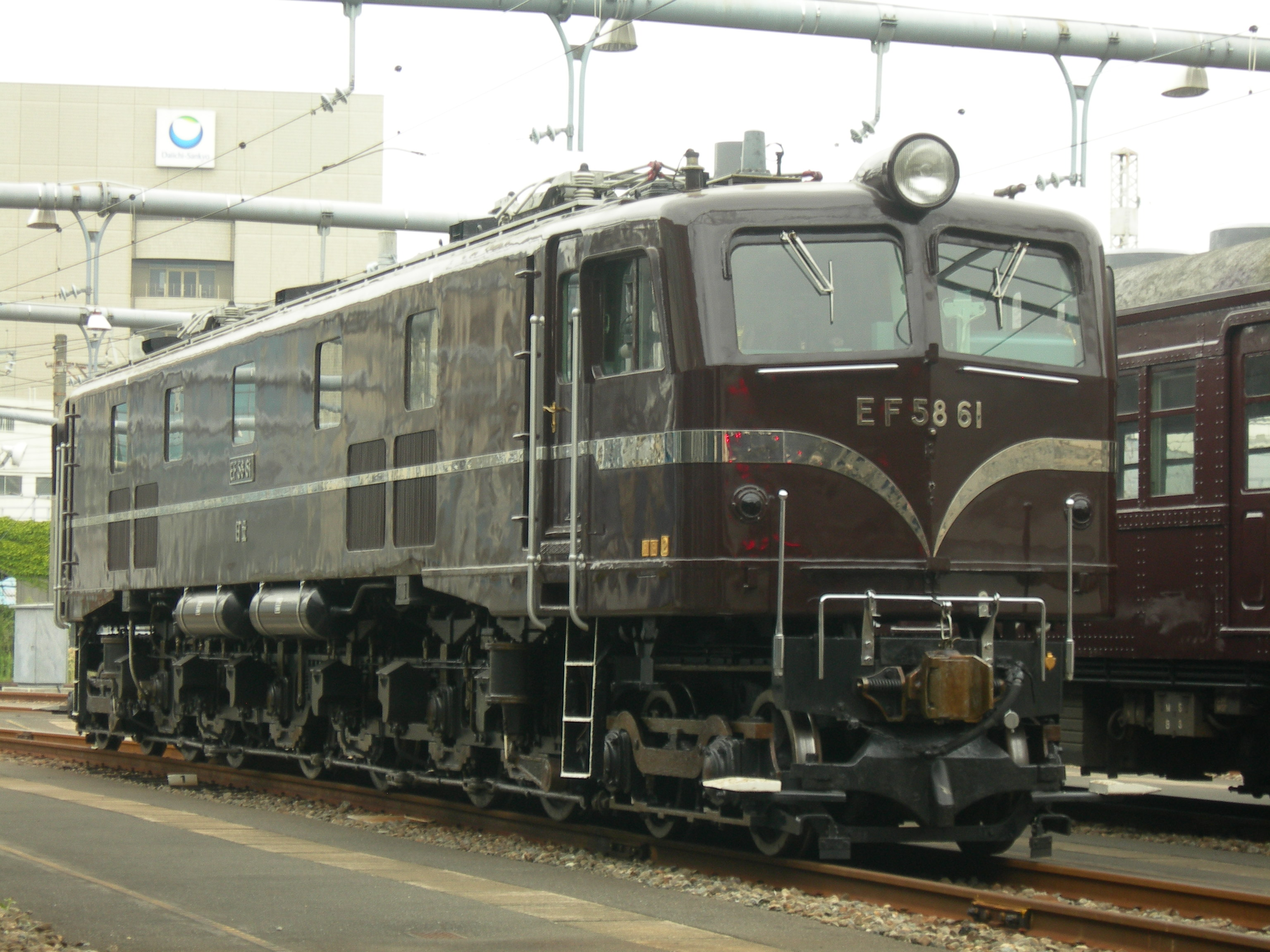
JR東日本EF58形 （1991年）
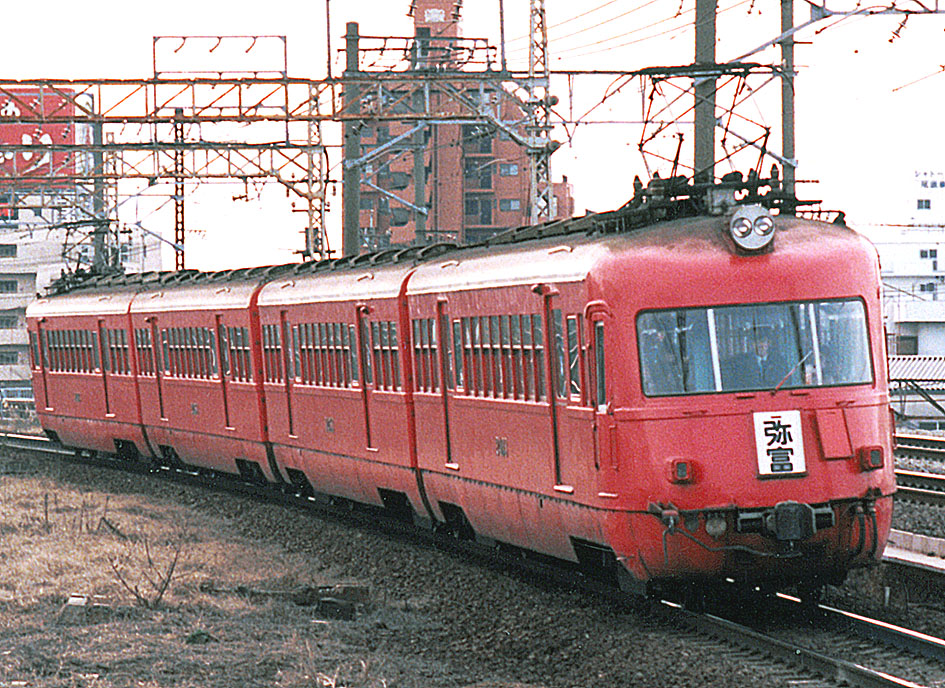
名鉄3400系 （1993年）
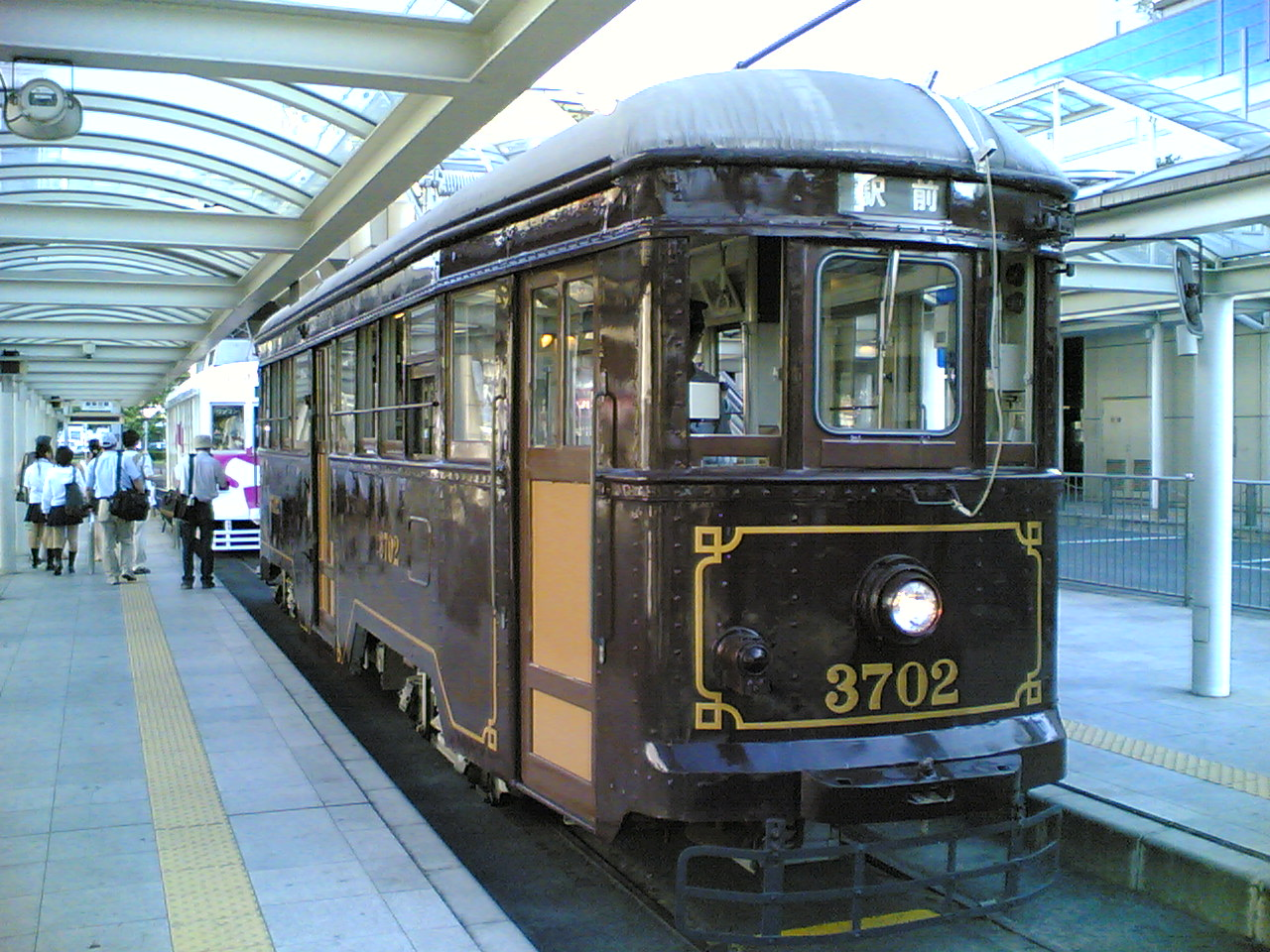
豊橋鉄道モ3700形 （1994年）
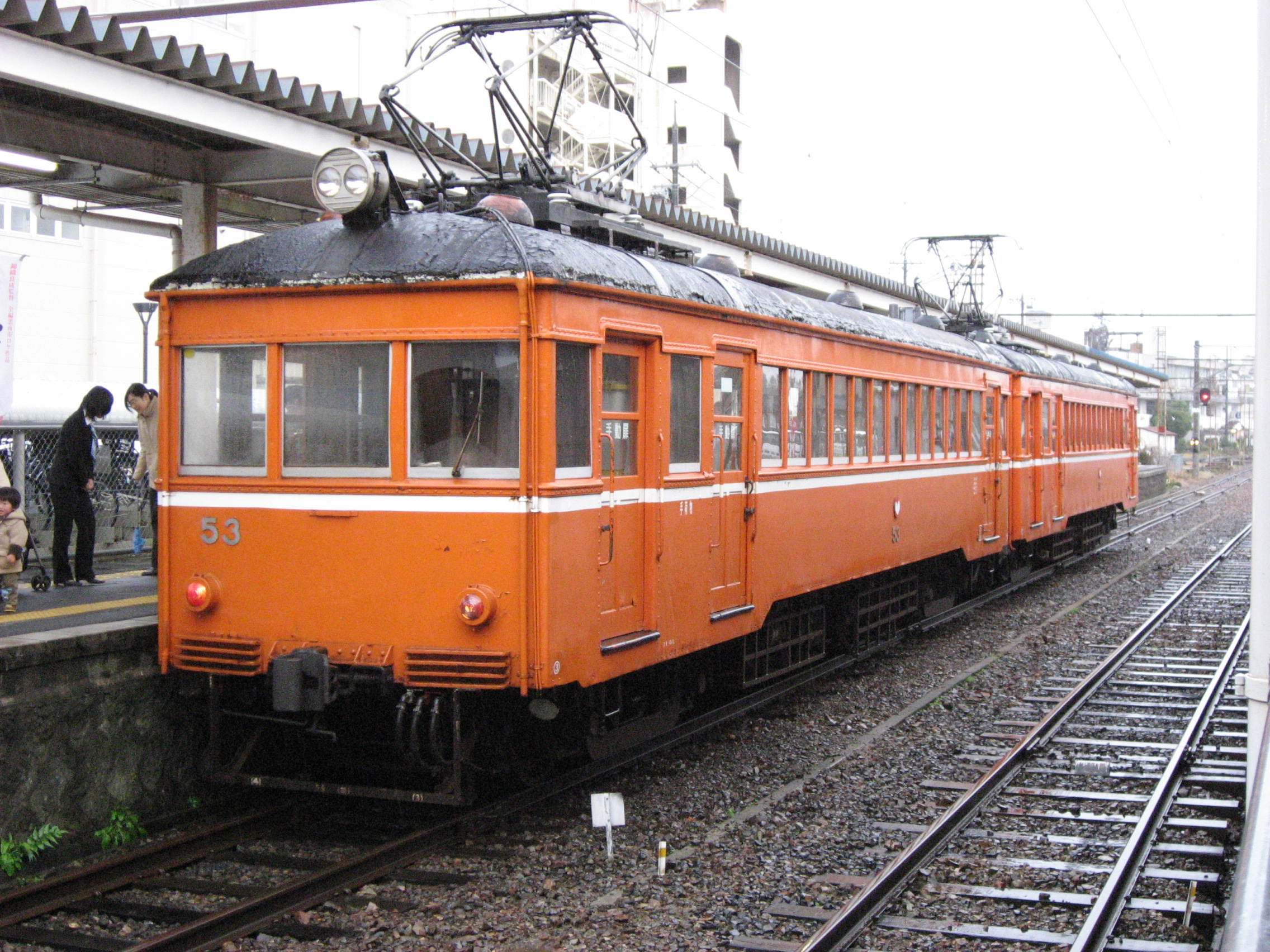
一畑電気鉄道デハニ50形 （1995年）
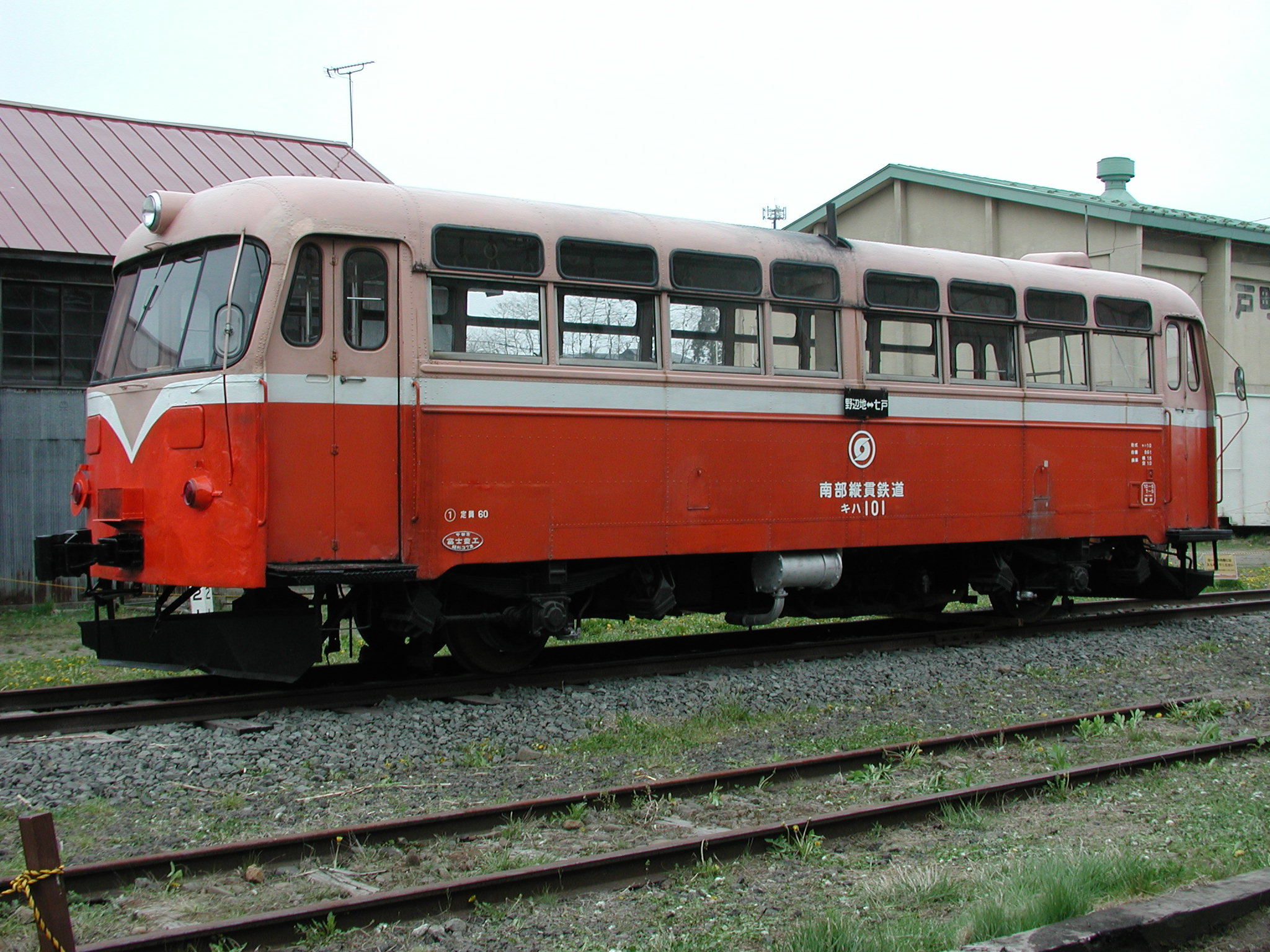
南部縦貫鉄道キハ10形 （1996年）
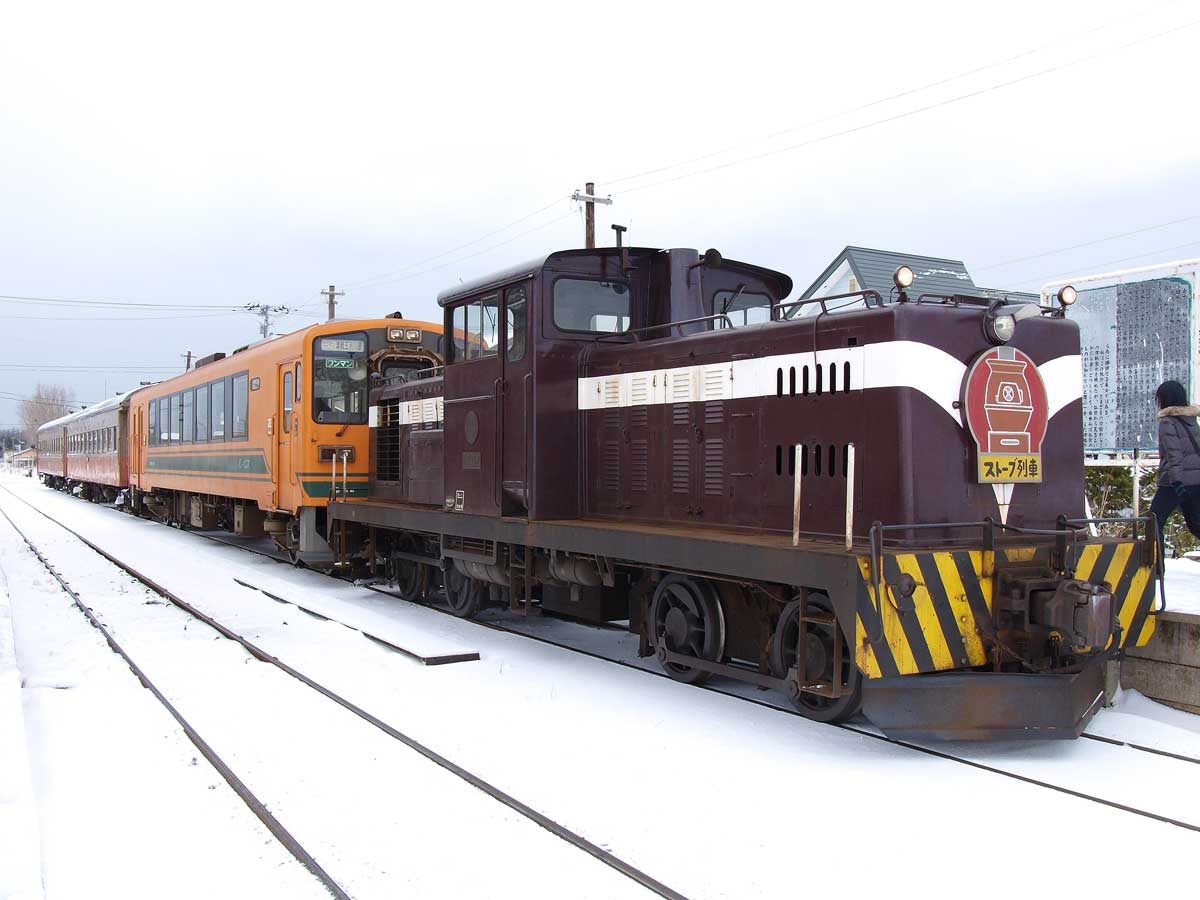
津軽鉄道ストーブ列車 （2000年）